# William Annotel
William Annotel, né le 29 mars 1983 à Lagny-sur-Marne, est un joueur de handball évoluant au poste de gardien de but. Il mesure 195 cm pour 93 kg. 
Après avoir fait ses débuts à l'île d'Oléron, d'où il est originaire, il rejoint les Girondins de Bordeaux puis Toulouse Union où il joue ses premiers matchs en D1. Barré par Yohann Ploquin, il passe 5 saisons sans disposer d'un temps de jeu lui permettant de s'exprimer. Parti lors de la saison 2007/2008 à l'ASPTT Nancy-Vandœuvre HB en D2, il réalise une saison pleine et signe à l'USAM Nîmes Gard pour l'exercice suivant, retrouvant ainsi la LNH. Pour son retour au plus haut-niveau il est élu meilleur joueur de D1 du mois de septembre 2008 et reçoit le trophée des mains de Bruno Martini
En 2011, il prend la direction du Dunkerque Handball Grand Littoral en tant que doublure de Vincent Gérard puis en tant que titulaire après le départ de Gérard en 2015. Après 7 saisons ponctuées d'un titre de Champion de France en 2014 et d'une Coupe de la Ligue en 2013, il rejoint en 2018 le Limoges Hand 87 en Proligue (D2). Après la défaite du club limougeaud en barrage des play-offs, il met un terme à sa carrière sportive. En 2024, il reprend toutefois du service avec la réserve des Fenix Toulouse Handball en Nationale 2 dirigée par son ami Romain Ternel,

## Palmarès

### Club
- Champion de France (1) : 2013-2014
- Coupe de la Ligue (1) : 2012-2013
- Trophée des champions (1) : 2012-2013

### Liens externes

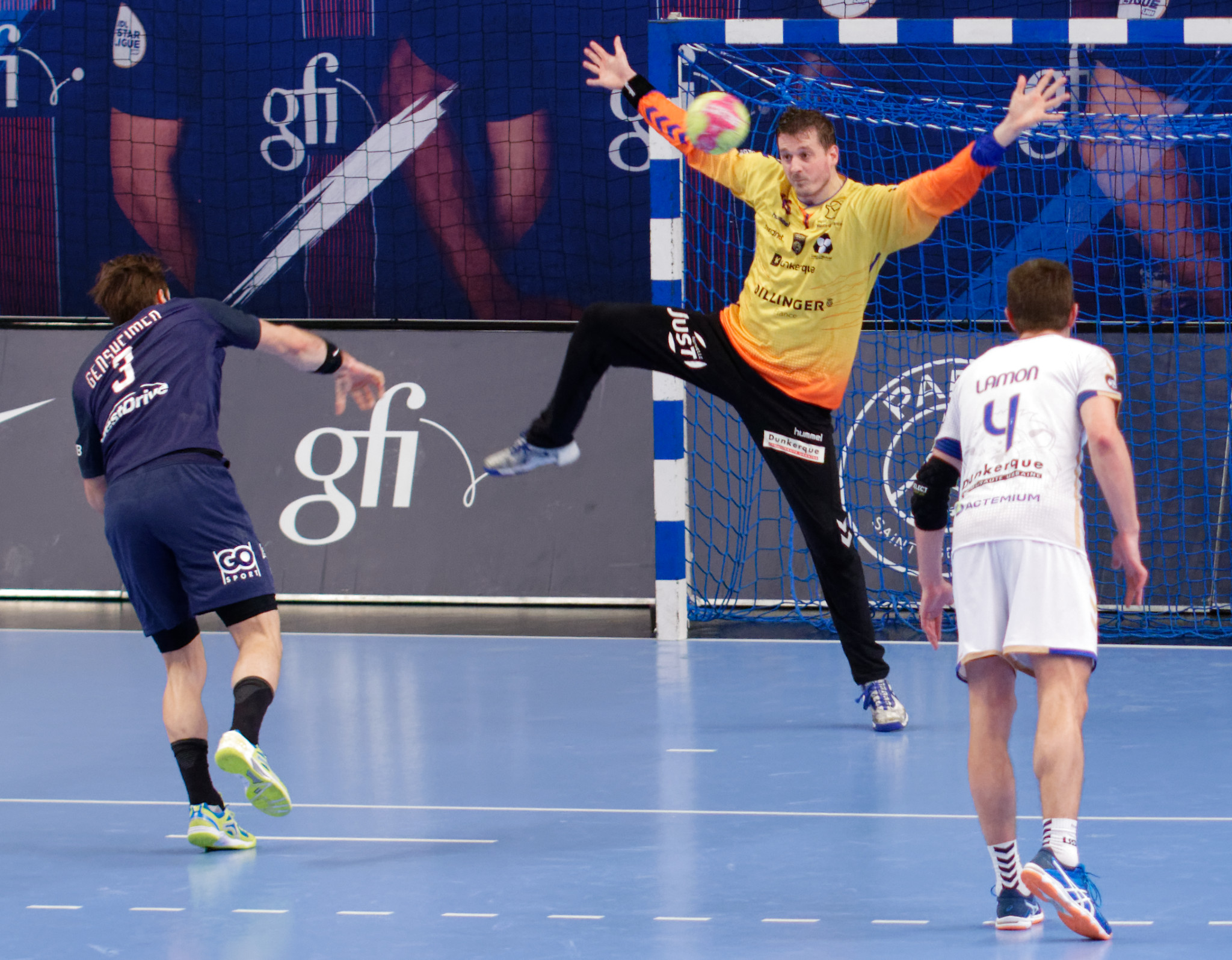
Annotel face à Uwe Gensheimer, le 8 mars 2017.